# هنري كايلر بنر
هنري كايلر بَنر (الإنجليزية: Henry Cuyler Bunner؛ 3 أغسطس 1855 – 11 مايو 1896) كان روائيًا، وصحفيًا، وشاعرًا أمريكيًا، اشتهر بأسلوبه الأدبي الممزوج بالفكاهة والرشاقة اللغوية. يعد أبرز أعماله رواية برج بابل (Tower of Babel).

## الحياة المبكرة والتعليم
وُلِد بَنر في بلدة أوسينغ بولاية نيويورك، وتلقى تعليمه في مدارس محلية قبل أن يلتحق بالعمل الصحفي في سن مبكرة. أظهر موهبة في الكتابة منذ شبابه، خاصة في المزج بين السخرية الاجتماعية والتحليل الأدبي.

## المسيرة الأدبية
بدأ بَنر مسيرته المهنية كصحفي، قبل أن يصبح محررًا لمجلة **Puck** الفكاهية، حيث ساهم في تعزيز مكانتها كإحدى أبرز المجلات الساخرة في الولايات المتحدة خلال أواخر القرن التاسع عشر.
كتب بَنر العديد من القصائد والروايات والقصص القصيرة، وتميزت أعماله بالبراعة التقنية واللعب اللغوي والسلاسة في الأسلوب، ما أكسبه إشادة النقاد والأدباء. من أشهر أعماله:
- The Midge (1886) – رواية اجتماعية عن حياة المغتربين في نيويورك.
- The Story of a New York House (1887) – عمل روائي يوثق التحولات العمرانية والاجتماعية في المدينة.
- Tower of Babel – أشهر أعماله التي تجمع بين الرمزية والنقد الاجتماعي[4].

## الأسلوب والتأثير
حظيت أعمال بَنر بإعجاب المكتبيين والنقاد لما تتميز به من "براعة تقنية، ومرح لغوي، وسلاسة في الصياغة"، وقد ساهم في تشكيل أسلوب الكتابة الساخرة في الصحافة الأمريكية خلال أواخر القرن التاسع عشر.

## الحياة الشخصية والعلاقات الأدبية
كان بَنر على صلة وثيقة بعدد من أبرز الأدباء والصحفيين في عصره، من بينهم ويليام دين هاولز ومارك توين، وقد تبادل معهم المراسلات والنقاشات الأدبية حول الرواية الأمريكية الحديثة. عرف عنه روح الدعابة والقدرة على بناء صداقات قوية في الوسط الصحفي والأدبي، كما كان يشارك في الصالونات الأدبية في نيويورك بانتظام. لم يُعرف الكثير عن حياته العائلية، إذ كان يفضل إبقاء تفاصيلها بعيدة عن الأضواء.

## الوفاة
توفي هنري كايلر بَنر في 11 مايو 1896 بمدينة نيويورك عن عمر يناهز 40 عامًا، وترك إرثًا أدبيًا بارزًا في مجالات الشعر والرواية والصحافة.